# Wolfern
Wolfern ist eine Marktgemeinde mit 3384 Einwohnern (Stand 1. Jänner 2024) in Oberösterreich im Bezirk Steyr-Land im Traunviertel.

## Geografie
Die Ausdehnung der Gemeinde beträgt von Nord nach Süd 6,4 km, von West nach Ost 8,5 km. 13,9 % der Fläche sind bewaldet, 76,9 % landwirtschaftlich genutzt.

### Gemeindegliederung
Das Gemeindegebiet umfasst folgende drei Ortschaften (in Klammern Einwohnerzahl Stand 1. Jänner 2024):
- Losensteinleiten (565)
- Maria Laah (242)
- Wolfern (2577)

Die Gemeinde besteht aus den Katastralgemeinden Judendorf, Kroisbach, Losensteinleithen, Maria Laah, Schwarzenthal und Unterwolfern.
Die Gemeinde gehört zum Gerichtsbezirk Steyr.

### Nachbargemeinden
Die Marktgemeinde wird im Norden von den Gemeinden St. Marien (Ortsteil Weichstetten), Hofkirchen im Traunkreis und Hargelsberg begrenzt. Diese drei Gemeinden gehören bereits zum politischen Bezirk Linz-Land, und somit stellt Wolfern auch eine Grenze zwischen den Bezirken Steyr-Land und Linz-Land. Die Nachbargemeinde im Osten ist Dietach, im Süden grenzt bereits das Gemeindegebiet von Steyr an Wolfern. Die westlichen Nachbarn sind die Gemeinden Sierning und Schiedlberg.
| St. Marien  | Hofkirchen im Traunkreis                    | Hargelsberg |
| Schiedlberg | Kompassrose, die auf Nachbargemeinden zeigt | Dietach     |
| Sierning    |                                             | Steyr       |

## Geschichte

### Mittelalter
Weit in die dunkle Vorzeit reicht die Besiedelung dieses Raumes zurück, wie Funde von Lochsteinbeilen und Flachbeilen aus der Jungsteinzeit berichten. Doch erst 777 ist erstmals urkundlich von dieser Gegend die Rede, als der Bayernherzog Tassilo III. dem von ihm gegründeten Stift Kremsmünster den Forst zwischen Dietach und Sierning schenkte. 871 bestätigte Kaiser Karl der Große diese Schenkung. In diese Zeit fällt wohl auch die Entstehung des Namens Wolfern aus dem Wort „woularin“ bzw. „woluarin“. Dabei handelt es sich um eine „ern“-Bildung vom althochdeutschen Personennamen Wolf. Eine andere Erklärung lautet, es könne von der slawischen Bedeutung „Wald zwischen Dietach und Sierning“ abgeleitet werden.
Urkundlich scheint der Name Wolfern erstmals 1111 auf. Im Zuge der von Bayern ausgehenden Kultivierung entstanden die Edelsitze der „Herren von Wolfern“, denen auch der Bau der Kirche in ihrer Urform zuzuschreiben ist. Nähere Angaben über den Bau der Kirche sind leider nicht mehr vorhanden, weil alle Pfarrakten bei den Passauer Stadtbränden vernichtet wurden. Ursprünglich im Ostteil des Herzogtum Bayern liegend, gehörte der Ort seit dem 12. Jahrhundert zum Herzogtum Österreich. Die beiden Burgställe beim „Mair zu Hauzenbach“ (siehe Denkmalschutz-Listeneintrag) und beim „Mair Spitzenburg“ sind Reste von Hausberganlagen aus dem 12./13. Jahrhundert. Im Lauf der Jahrhunderte blieben die Siedlungen der Gemeinde auch von Unruhen nicht verschont: 1396 und 1397 steckten fanatische Anhänger der Waldenser während ihrer Verfolgung durch die Inquisition unter Petrus Zwicker den Pfarrhof Wolfern dreimal in Brand. Seit 1490 wird der Ort dem Fürstentum Österreich ob der Enns zugerechnet.

### Neuzeit
1532 drangen türkische Horden bis zum Schloss Losensteinleithen vor. Während der Bauernkriege kamen Religionswirren ins Land. Anfang des 19. Jahrhunderts bedrängten die durchziehenden napoleonischen Truppen die Bevölkerung.
Politischer Mittelpunkt der Gegend war für einige Jahrhunderte die Ortschaft um das Schloss Losensteinleiten. Erst als nach dem Ersten Weltkrieg das neue Gemeindeamt in der Ortschaft Unterwolfern erbaut wurde, benannte man auch die Gemeinde in Wolfern um. Seit 1918 gehört der Ort zum Bundesland Oberösterreich.
Nach dem Anschluss Österreichs an das Deutsche Reich am 13. März 1938 gehörte der Ort zum Gau Oberdonau. Nach 1945 erfolgte die Wiederherstellung Oberösterreichs. Im Jahr 1994 wurde Wolfern zur Marktgemeinde erhoben.

### Legenden
Der Volksmund erzählt eine Geschichte, wie der Ort zu seinem Namen Wolfern kam: Als in dieser Gegend eine Kirche errichtet werden sollte, wurde heftig über den Bauplatz diskutiert. Nachdem dieser dann endlich feststand, wurde das Material dorthin gefahren und abgeladen. In der Nacht kam aber der Teufel mit seinem Fuhrwerk, lud das gesamte Baumaterial auf und brachte es zu einer Anhöhe außerhalb des Ortes. Nach Meinung des Teufels sollte an dieser Stelle die Kirche erbaut werden. Die Bewohner der Gegend waren jedoch nicht ängstlich und brachten das Material an den ursprünglichen Platz zurück. Aber auch der Teufel ließ nicht so schnell von seinem Plan ab und kam in der folgenden Nacht wieder mit seinem Fuhrwerk. So soll es einige Tage und Nächte hin und her gegangen sein, bis die Bewohner mit dem Teufel einen Pakt eingingen: Die Kirche durfte auf dem vorgesehenen Platz – dem jetzigen Ortsplatz – errichtet werden, doch sollte das erste Lebewesen, welches die Kirche betritt, dem Teufel gehören. Als das Gebäude fertig war, trieben die schlauen Bewohner einen Wolf in das Bauwerk. Der Teufel soll wutentbrannt mit seinem Fuhrwerk davongefahren sein. Die Anhöhe, auf welcher der Teufel die Kirche errichten wollte, wird noch heute das „Weiße Kreuz“ genannt. Es ist die höchstgelegene Stelle im Gemeindegebiet und ein Steinmarterl soll an diese Geschichte erinnern. Der heute bekannte topografisch höchstgelegene Punkt des Gemeindegebiets ist im Bereich des Wolferne Waldes („Steyrer Holz“) an der Gemeindegrenze zu Steyr, im Bereich des Wasserbassins der Ortwasserversorgung mit einer Höhe von geringfügig über 400 m ü. A.
Über Sebastian von Losensteinleiten gibt es sogar eine historisch belegbare Heldentat zu berichten: Als im Jahr 1521 der spätere Kaiser Ferdinand I. seine Braut Anna von Böhmen und Ungarn in Linz heiratete, wurde neben anderen Festlichkeiten auch ein Turnier am Hauptplatz von Linz abgehalten. Ein vornehmer Spanier erging sich in Schmähreden über die Einheimischen und ließ am Rathaus anschlagen, dass er es mit jedem auf Leben und Tod aufnehmen werde. Doch achtete man nicht darauf, um die Hochzeitsfreuden nicht zu stören. Als aber der Spanier umso heftiger schmähte, nahm Sebastian von Losenstein den Kampf mit ihm auf. Zur festgesetzten Stunde ritten beide in die Schranken ein, wobei sich jedermann wunderte, was der Losensteinleitner mit seinem Bihänder zu Pferde anfangen werde. Zuerst rannten sie mit Spieße gegeneinander, trafen sich jedoch nicht. Dann griffen beide zum Schwert. Der Spanier setzte Sebastian arg zu, doch er verteidigte sich trefflich. Plötzlich zerschlug Sebastian den Helm seines Gegners mit dem Bihänder und verwundete ihn schwer. Für den Spanier hätte diese Situation den Tod bedeutet, hätte nicht der Kaiser persönlich dem Kampf ein Ende gesetzt. Das denkwürdige Turnier in Linz ging unter dem Namen Losensteiner Turnier in die Geschichte ein, und Sebastian von Losenstein ist wegen seiner Verdienste im sogenannten Linzer Fenster im Linzer Dom abgebildet.
Eher ins Reich der Sagen zu verweisen, ist die Geschichte des mutigen Jägers von Losensteinleiten: Als im Jahre 1532 Sultan Süleyman I. mit seinen Kriegerhorden in Österreich einfiel, kam der berüchtigte Renegat Michael Oglon, bekannt unter dem Namen Kasim Pascha mit 15.000 Janitscharen bis an die Enns. An einem Sonntag übersetzten sie im dichten Nebel bei Ernsthofen auf ihren Pferden den Ennsfluss und drangen raubend und plündernd, Häuser in Brand steckend und Leute niedermetzelnd gegen Steyr herauf. Sämtliche Bewohner der Burg waren mit anderen Leuten der Umgebung geflohen. Selbst der Besitzer der Burg, der Ritter Christoph III. von Losensteinleiten, hatte mit seiner Familie die Burg verlassen. Nur ein alter Jäger, der seinen Ehrgeiz darin setzte zu bleiben und die Burg zu verteidigen, blieb zurück. Seit Tagen schon hatte er von den umliegenden Kirchdörfern die Sturmglocken läuten gehört und des Nachts auf den Burgen die Warnfeuer brennen gesehen. Es dauerte nicht lange, so kam ein stattlicher türkischer Heerhaufen angerückt. Er lagerte mit viel Geschrei auf dem Leimannsdorfer Feld, unweit der damals sechstürmigen, mauerumfangenen Wasserburg Losensteinleiten. Der kluge und listige Jäger aber war schon fleißig gewesen und hatte alles Notwendige zum Empfang der brandschatzenden Horde vorbereitet. Er hatte schon früher Tor und Türen fest verschlossen, die Zugbrücke aufgezogen. Der Rüstkammer hatte er Panzer und Helme entnommen und als hohle, eiserne Männer mit geschlossenen Visieren an die Fenster gestellt, dazu geladene Gewehre, Hackenbüchsen, Pulver und Blei gelegt. Der alte Jäger stand, das Gewehr in der Hand, in Erwartung der Dinge, die da kommen sollten, ruhig auf seinem Posten. In der Hoffnung, reichliche Beute machen zu können, gingen die Türken mit wüstem Geschrei zum Sturm auf die Burg über. Aber auch der einzige Verteidiger ließ sich nicht spotten. Er eilte von Fenster zu Fenster und schoss ein Gewehr nach dem anderen auf die anstürmenden Feinde ab. Und da jede Kugel aus wohlgezieltem Gewehre traf, wälzte sich jeder Getroffene auf fremder Erde in seinem Blute und stand nicht mehr auf. Manch einer, der die Mauer erklettert hatte, fiel, vom Blei des Jägers tödlich getroffen, tief hinunter in den Wassergraben. Der Hauptanführer der Türken, der auf seinem Schimmel umher ritt, machte kurz Halt und sah mit zweifelnder Miene auf die ihm etwas geheimnisvoll vorkommende Burg. In diesem Augenblick krachte aus einem der Fenster ein Schuss und der Anführer sank, von der Kugel des Jägers mitten in die Brust getroffen, rücklings vom Pferde. Als die Türken ihren Hauptanführer vom Pferde stürzen sahen, entstand wilde Verwirrung. Sie glaubten, die Burg stecke voll geübter, treffsicherer Schützen. Sie verließen schleunigst den Kampfplatz. Der Jäger schoss ihnen noch einige Kugeln nach. Als weit und breit kein Türke mehr zu sehen war, öffnete der Jäger das Tor, ging auf der niedergelassenen Zugbrücke aus der Burg. Er fing sich den prächtigen, herrenlosen Schimmel, schwang sich in den Sattel und ritt freudevoll in die Burg.

### Bevölkerungsentwicklung
Laut Angaben von Statistik Austria hatte die Marktgemeinde Wolfern am 1. Januar 2006 einen Bevölkerungsstand von 2.897 Einwohnern. Gegenübern den Ergebnissen der Volkszählung im Jahre 2001 bedeutet dies einen Zuwachs von 53 Personen, der jedoch zum Großteil einer Zuwanderung als den Geburten zuzuschreiben ist. 98 % der Wolferner Gemeindebürger sind Österreicher und geben Deutsch als Umgangssprache an. Zum römisch-katholischen Glauben bekennen sich 90 % der Einwohner, gefolgt von 6 % ohne religiöses Bekenntnis und 2 % die sich der evangelischen Kirche zugehörig fühlen.
Von 2001 bis 2011 stieg die Bevölkerungsanzahl durch eine starke Zuwanderung auf 3.005, obwohl die Geburtenbilanz negativ war.

## Kultur und Sehenswürdigkeiten

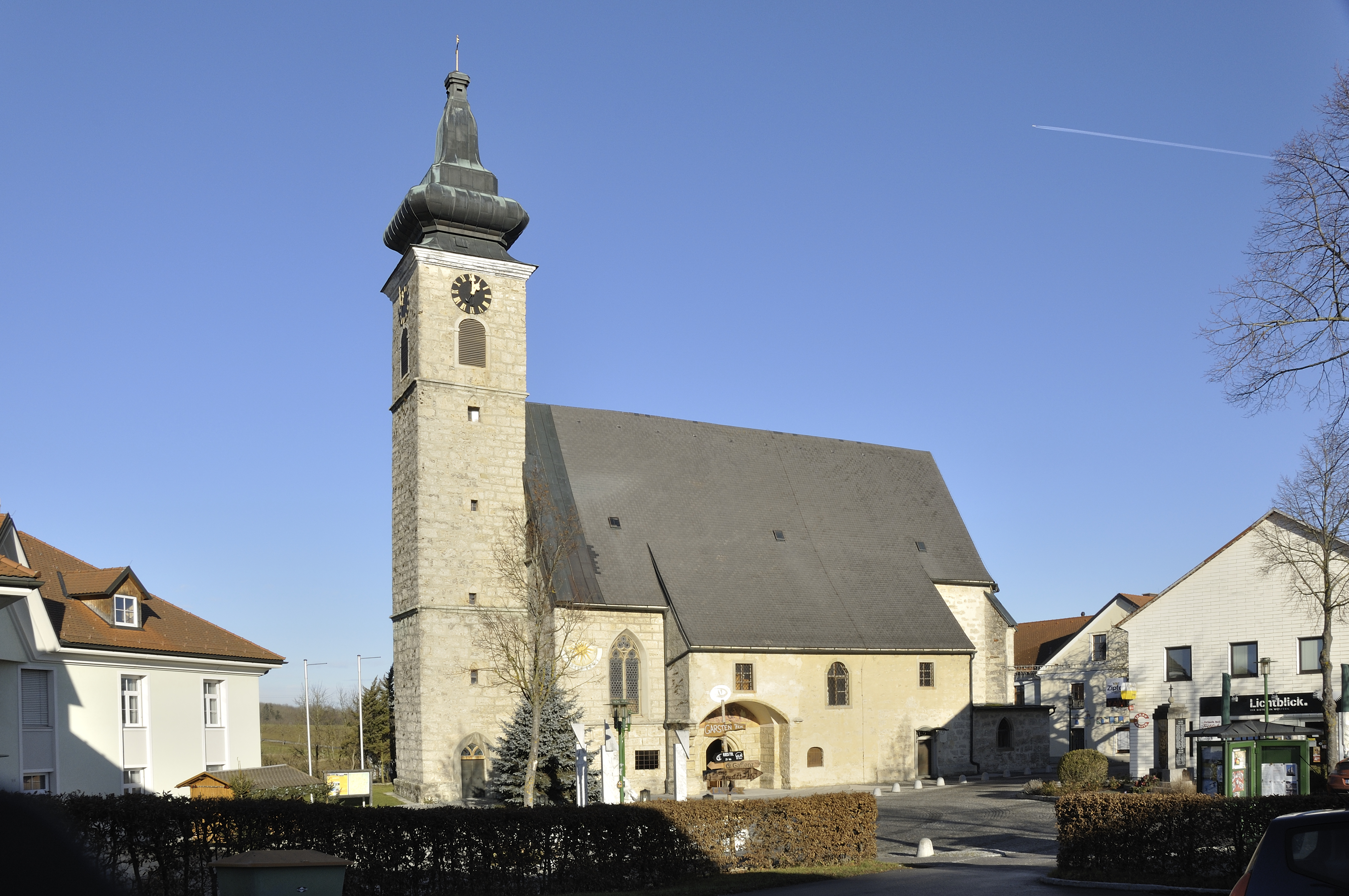
Pfarrkirche Wolfern

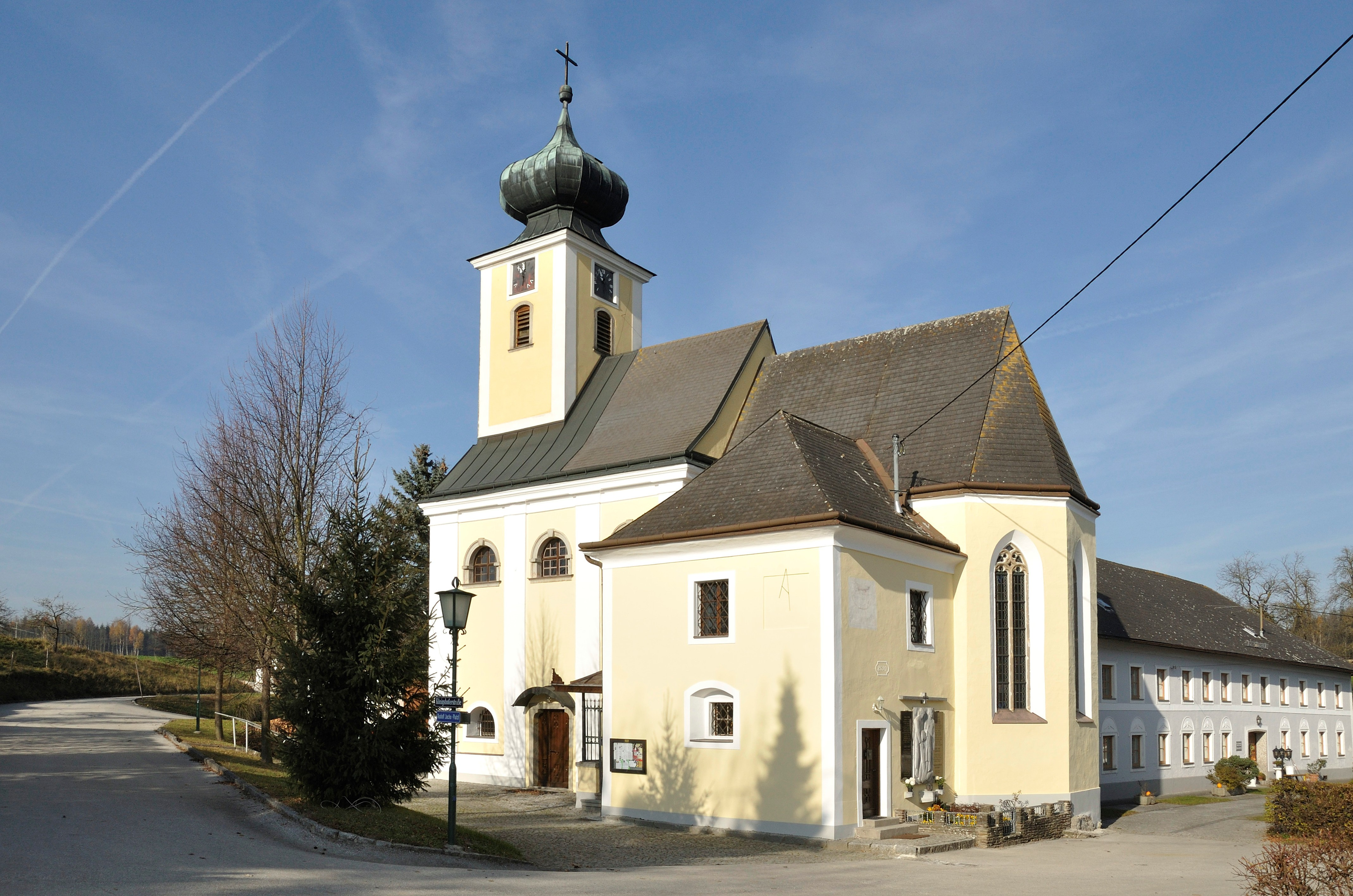
Pfarrkirche Maria Laah

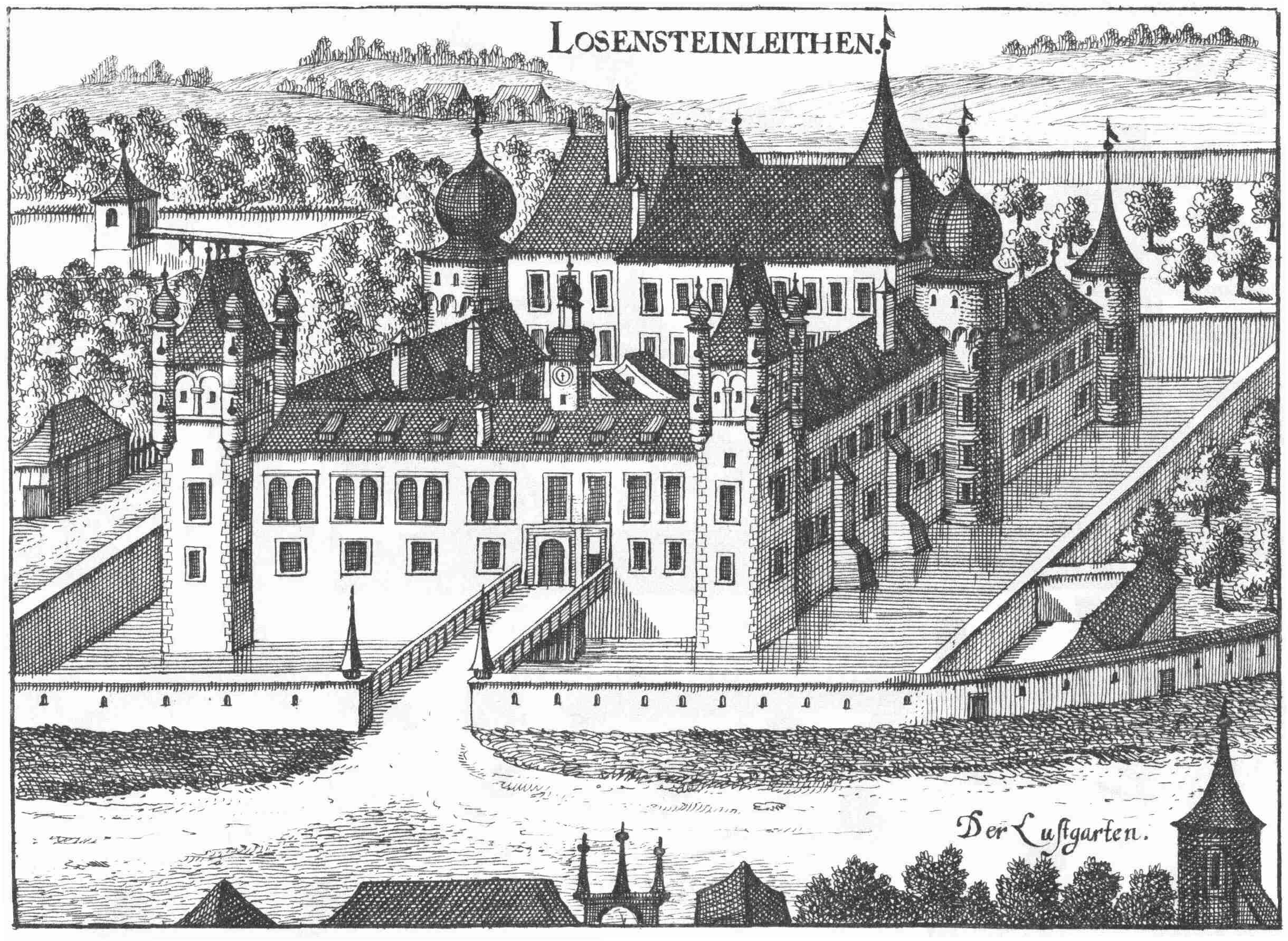
Schloss Losensteinleithen nach einem Stich von Georg Matthäus Vischer von 1674

- Die Pfarrkirche Wolfern ist dem heiligen Martin geweiht und wurde vor 1318 im Ortszentrum erbaut.
- Die Pfarrkirche Maria Laah wurde bereits 1212 urkundlich erwähnt.
- Das Schloss Losensteinleithen ist das größte historische Bauwerk in der Marktgemeinde.
- Das Mausoleum der Fürsten Auersperg wurde um das Jahr 1880 als Grabstätte der Familie Auersperg errichtet und löste die bisherige Auersperg-Gruft in der Pfarrkirche Maria Laah ab.
- Zum musikalischen Kulturgut der Marktgemeinde zählen die beiden Musikkapellen Wolfern und Losensteinleiten. Jede Kapelle veranstaltet mehrere Konzerte im Jahr und sorgt auch bei vielen Festen und Veranstaltungen für Unterhaltung. Es gibt mehrere Gesangsrunden und Chöre, die vor allem in den beiden Pfarrkirchen ihren musikalischen Beitrag leisten.
- Jedes Jahr im Frühjahr wird von der Theatergruppe der Landjugend Wolfern eine Komödie im Stil der Bauernbühne aufgeführt. Früher wurde in den Räumlichkeiten des Pfarrheimes gespielt, doch mittlerweile ist man in ein neues Ambiente umgezogen und gibt die ausgewählten Stücke im „Theaterstadl“ zum Besten. Im Jahr 2006 feierte die Theatergruppe bereits ihr 30-jähriges Bestehen und gehört mit über 1000 Besuchern bereits zum festen Bestandteil des jährlichen Veranstaltungskalenders.
- Es gibt in Wolfern zwei sehenswerte Museen, ein Hut-Mode-Museum und das Radiomuseum. In beiden Museen werden alte Sammlerstücke zur Besichtigung und teilweise auch Interaktion ausgestellt.

## Wirtschaft und Infrastruktur
Vor einigen Jahrzehnten waren in Wolfern zum Großteil landwirtschaftliche Betriebe angesiedelt. Doch auch hier machte der Wandel der Zeit nicht Halt und so konnten viele Landwirte ihren Betrieb nicht mehr als Vollerwerbsbetrieb führen. Etwa 71 % der Erwerbstätigen pendeln in die umliegenden Orte. Die Hälfte der Pendler findet in der Stadt Steyr Beschäftigung, wo die BMW Motoren GmbH, MAN Nutzfahrzeuge AG und SKF AG auch für Wolferner Bürger die größten Arbeitgeber darstellen.
Nach und nach entwickelten sich auch im Gemeindegebiet kleinere Betriebe, die jedoch nur eine kleine Anzahl von Arbeitsplätzen boten. Erst im letzten Jahrzehnt wurde das Arbeitsplatzangebot stark vergrößert. Derzeit sind im Gemeindegebiet Wolfern 106 Gewerbebetriebe mit insgesamt 736 Beschäftigten angesiedelt.
Der größte – und zugleich einer der ältesten – Betrieb, Elektrotechnik Mehler GesmbH, beschäftigt rund 200 Mitarbeiter. Die Firma ist bekannt für Schaltsysteme, die mittlerweile auf der ganzen Welt verkauft werden. Die Firma Weinbergmaier Tiefkühlkost stellt österreichische Lebensmittelspezialitäten her und ist seit 2008 eine Tochter der Vivatis. Bereits im Jahre 1955 wurde die Tischlerei Maderböck gegründet. Die Firma hat sich in den letzten Jahrzehnten auf die Produktion von Fenster und Türen spezialisiert und hat 25 Mitarbeiter. Weitere größere Arbeitgeber in der Marktgemeinde sind unter anderen die Firma ESA GesmbH (Leitsysteme), Johann Glück GmbH Co KG (Maschinenbau), Peter Hahn GmbH (Maschinenbau) und Mitter GmbH (Baggerungen, Transporte, Kranarbeiten).
Darüber hinaus ist Wolfern noch immer von der Landwirtschaft geprägt. Von den 95 landwirtschaftlichen Betrieben werden 60 als Vollerwerbsbetriebe geführt (Stand 2010). Waren früher Milch- und Viehwirtschaft der Hauptzweig der Landwirtschaft, so wurde das Hauptaugenmerk in den letzten Jahren verstärkt auf den Ackerbau gelegt. Gerade Vollerwerbsbauern spezialisieren sich aber auch im Bereich der Viehwirtschaft.

### Bildung
Etwa 200 Kinder besuchen derzeit die Bildungseinrichtungen der Marktgemeinde Wolfern. Der neu ausgebaute Kindergarten mit 4 Gruppenräumen, 2 Bewegungsräumen und zwei Spielplätzen, sowie die renovierte 4-klassige Volksschule in Wolfern bieten einen sehr soliden Grundstock für die Ausbildung der „kleinen“ Wolferner und Wolfernerinnen. Auch den Volksschülern steht der Hort des Kindergartens zur Verfügung. Zum Beenden der Schulpflicht müssen die Kinder nach Steyr pendeln, wo mehrere Hauptschulen und Gymnasien vorhanden sind. Der Besuch einer höheren berufsbildenden Schule ist ebenfalls in Steyr oder in der Landeshauptstadt Linz möglich.
Eine weitere Bildungsmöglichkeit stellt die Musikschule des Landesmusikschulverbandes Oberösterreich dar. Hier können Kinder wie auch Erwachsene Musikinstrumente erlernen oder ihre Begeisterung in verschiedenen Rhythmik-Kursen ausleben.

### Vereine
Mit etwa 70 Vereinen in Wolfern ist das Vereinsleben sehr aktiv. Angefangen vom Bienenzüchterverband, über Jugendgruppen, Senioren- und Pensionistenverbände, Musikkapellen oder Sportvereine, bis hin zum Fotoklub und dem Kulturverein, gibt es fast keine Hobbys oder Interessen, die nicht in einem Verein ausgelebt werden könnten. Höhepunkte sind das alljährliche Marktfest sowie kirchliche Feste, an denen die Vereine immer sehr zahlreich teilnehmen und mitgestalten.

### Freizeit und Erholung
Die Überdrüber-Landpartie
Ein neu angelegter Radrundweg führt mitten durch das landwirtschaftlich genutzte Gebiet von Sierning, Wolfern, Dietach, St. Marien und Schiedlberg. Eingebettet in die Flusstäler von Donau, Krems, Steyr und Enns gibt die weite Ebene den Blick frei ins Panorama des Toten Gebirges. Landgasthäuser, Mostschenken und Bauernhöfe entlang der Route bieten regionale Kost und bäuerliche Produkte an. Der Radrundweg besteht aus zwei Runden, die sich im Gemeindegebiet von Wolfern für einige Kilometer die Wegstrecke teilen. Die Runde West umfasst 50 km, die Runde Ost 32 km.
Wolferner Märchenweg
Ein spezieller Wanderweg ist der Wolferner Märchenweg. An 9 interaktiven Stationen gibt es verschiedene Märchen zum Lesen und Hören, Lustiges über den Wolf und Interessantes über die Gemeinde Wolfern zu erfahren. Am Weg wurden Naschhecken mit Beeren gepflanzt und Bänke aufgestellt.
Internationale Weitwanderwege
Wolfern liegt direkt an den beiden Weitwanderwegen Salzsteigweg und Mariazellerweg, die auch ins europäische Weitwanderwegenetz eingebunden sind.
Der Mariazellerweg (Nr. 406) wurde 1981 eröffnet und führt durch die Bundesländer Wien, Niederösterreich, Burgenland, Oberösterreich, Steiermark und Kärnten. Das Ziel der meisten Wanderer ist die Wallfahrtskirche im steirischen Mariazell. Von Wolfern kann man die Strecke bis Mariazell in 3 Tagen zu Fuß zurücklegen.
Der Salzsteigweg (Nr. 409) wurde 1983 eröffnet. Er führt durch die Bundesländer Oberösterreich, Steiermark, Kärnten und reicht vom Sternstein im Mühlviertel bis zum Wurzenpass in den Karawanken. Seinen Namen bekam er vom Salzsteig, der von Hinterstoder über das Tote Gebirge ins steirische Ennstal führt. Auf diesem Weg wurde in früherer Zeit Salz geschmuggelt.
Sporteinrichtungen
Das Waldbad hat einen Beachvolleyball- und Basketballplatz. Es gibt zwei Reitclubs, sowie mehrere Pferdeeinsteller und schließlich zwei Fußballplätze, drei Tennisplätze und einen Asphaltstockplatz. Die Turnhalle der Volksschule Wolfern kann von allen Vereinen regelmäßig genützt werden und steht allen Gemeindebürgern zur Verfügung.
Direkt beim Waldbad befindet sich ein Bewegungsparcours mit vielen Outdoor-Fitness-Geräten, die jederzeit und von jedem genutzt werden können.
Regelmäßige Veranstaltungen
Die größte Veranstaltung der Gemeinde ist das jährliche Marktfest. Eigentlich als einmaliges Fest zur Erhebung zur Marktgemeinde geplant, wurde das Marktfest ein so großer Erfolg, das es aus dem Veranstaltungskalender nicht mehr wegzudenken ist. Das Besondere am Marktfest ist die Gemeinschaft, die hier ausgelebt wird. Jeder Verein trägt seinen Teil zum Gelingen des Festes bei: Sei es bei den verschiedenen kulinarischen Köstlichkeiten die ausgeschenkt werden oder dem zusammengestellten Rahmenprogramm. Ein Höhepunkt des Marktfestes ist der Marktlauf, bei dem von den Kleinsten angefangen bis zu den rüstigen Senioren alle mitmachen können. Das Marktfest findet jedes Jahr am zweiten Sonntag im September statt.
Am 15. August – Mariä Himmelfahrt – findet bei der Pfarrkirche Maria Laah ein Kirtag statt. Hauptveranstalter sind neben der Pfarre Maria Laah auch der Musikverein und die Freiwillige Feuerwehr Losensteinleiten. Auch hier werden den Besucher ein Frühschoppen mit der Musikkapelle, Kinderprogramm und natürlich die Verköstigung durch die Vereine geboten.
Bräuche
Inmitten all der Traditionen die in ganz Oberösterreich oder auch regional im Traunviertel ausgeübt werden, sind in Wolfern die Bräuche rund um den 1. Mai besonders ausgeprägt. Am 1. Mai wird von der Landjugend der festlich geschmückte Maibaum am Ortsplatz aufgestellt. Wie in den vielen Jahren zuvor, passiert dies auch heute noch, ohne technische Hilfsmittel, mit der Hand. Doch mit dem Aufstellen alleine ist es noch nicht getan: Wie es in dieser Region Brauch ist, darf der Maibaum drei Tage vor dem 1. Mai und die ersten drei Tage im Mai gestohlen werden. Somit muss in dieser Zeit auf den eigenen Maibaum aufgepasst werden, aber natürlich betätigt sich die Landjugend auch als Maibaumdieb in den umliegenden Gemeinden.
Eine musikalische Tradition hat die Maiausfahrt des Musikvereines Losensteinleiten. Jedes Jahr werden die Musiker samt Instrumente am 1. Mai auf Traktor und Anhänger „verladen“. In diesem Aufzug wird durch die Ortschaften gefahren und allen Mitgliedern des Vereins ein Ständchen gebracht.

## Politik

### Gemeinderat
Der Gemeinderat hat 25 Mitglieder.
- Mit den Gemeinderats- und Bürgermeisterwahlen in Oberösterreich 2003 hatte der Gemeinderat folgende Verteilung: 14 ÖVP, 10 SPÖ und 1 FPÖ.[7]
- Mit den Gemeinderats- und Bürgermeisterwahlen in Oberösterreich 2009 hatte der Gemeinderat folgende Verteilung: 14 ÖVP, 9 SPÖ und 2 FPÖ.[8]
- Mit den Gemeinderats- und Bürgermeisterwahlen in Oberösterreich 2015 hatte der Gemeinderat folgende Verteilung: 14 ÖVP, 6 SPÖ und 5 FPÖ.[9]
- Mit den Gemeinderats- und Bürgermeisterwahlen in Oberösterreich 2021 hat der Gemeinderat folgende Verteilung: 15 ÖVP, 7 SPÖ und 3 FPÖ.[10][11]

### Bürgermeister
Bis zur Umbenennung waren Bürgermeister von Losensteinleiten:
- 1850–1864 Thaddäus Leeb
- 1864–1867 Georg Hartlauer
- 1867–1873 Mathias Mauhart
- 1873–1894 Josef Rogl
- 1894–1897 Johann Kampenhuber
- 1897–1903 Josef Luger
- 1903–1909 Johann Kampenhuber
- 1909–1912 Florian Banglmayr
- 1912–1919 Franz Leeb

Seit der Umbenennung waren Bürgermeister von Wolfern:
- 1919–1942 Franz Edlmayr
- 1942–1945 Karl Winkler
- 1945–1945 Johann Gerstmayr
- 1945–1958 Ignaz Steinmayr
- 1958–1984 August Eigner
- 1984–1996 Karl Steinparz
- 1996–2015 Franz Schillhuber (ÖVP)
- seit 2015 Karl Mayr (ÖVP)[13]

### Wappen
Blasonierung: „Gespalten, rechts in Silber ein abgewendeter, steigender, roter Wolf, links in Blau ein steigender, rotes Feuer speiender, rotgehörnter, goldener Panther.“
Im Gemeindewappen spiegelt sich die geschichtliche Vergangenheit der Marktgemeinde wider: Das gespaltene Wappen zeigt auf der rechten Seite einen roten, aufgerichteten, nach links gewendeten Wolf auf silbernem Hintergrund. Der Passauer Wolf (nach dem Fürstbischof Wolfger von Erla, 1191–1204) berichtet vom Einfluss der Passauer Bischöfe auf die Pfarren Maria Laah und Wolfern. Auf der linken Seite ist ein goldener, aufgerichteter, Feuer speiender, rot gehörnter Panther auf blauem Grund zu sehen. Der Panther der Losensteiner kündet von der einstigen Herrschaft dieses Geschlechts.
Die Gemeindefarben sind – von den Farben der beiden Wappentiere abgeleitet – Gelb und Rot.

### Gemeindepartnerschaften
Am 29. Mai 2004 begründete die Marktgemeinde Wolfern eine Gemeindepartnerschaft mit Taszár in Ungarn. In der Gemeinde Taszár wurde, im Rahmen eines großartigen Festes, die Partnerschaftsurkunde von Bürgermeister Sándor Pataki und Bürgermeister Franz Schillhuber unterzeichnet. Die Partnergemeinde Taszár liegt 8 km ostwärts von Kaposvár. Das Wort „taszar“ ist slawischen Ursprungs und bedeutet Holzarbeit bzw. Zimmermannsarbeit. Erste schriftliche Erwähnungen stammen aus der Zeit von St. Stefan. Dörfer durften damals nur rund um Kirchen errichtet werden. Der nach der Verstaatlichung gebaute Militärflugplatz und eine neue Wohnsiedlung haben das Dorf stark verändert. 1995 wurde Taszár zum logistischen Zentrum der IFOR und später der SFOR-Truppen. In den letzten Jahren fanden bereits mehrere gegenseitige Besuche statt, bei denen der kulturelle Austausch im Mittelpunkt stand.

## Persönlichkeiten
Söhne und Töchter der Gemeinde
- Franz Schillhuber (* 1950), Landwirt, Altbürgermeister und ehemaliger Landtagsabgeordneter